# Габріеле д'Аннунціо
Габріеле д'Аннунціо (італ. Gabriele D'Annunzio італійською: [ɡabriˈɛːle danˈnuntsjo], псевдонім, справжнє прізвище Рапаньєтта (Rapagnetta); 12 березня 1863, Пескара, провінція Абруццо — 1 березня 1938) — італійський драматург, поет, політичний діяч італійського націоналістичного та профашистського напрямку.

## Біографія
Навчання і становлення як особи припало на роки пошуків у суспільстві Італії, щойно об'єднаної в єдину державу після століть розмежованих італійських князівств. Як висловився один політичний діяч того часу: «Італія вже єдина держава, справа тепер зробити єдину націю». У ці часи Габріеле поділяв захоплення італійським націоналізмом, відновленням міфічної величі Італії тощо.
Д'Аннунціо ще до початку 20 століття мав репутацію найвідомішого італійського літератора. Перше російське видання Д'Аннунціо вийшло з друку 1893 року (переклад роману «Цнотливий»). Цікаво, що перше видання збірки творів письменника в Російській імперії вийшло у світ в Україні (Київ, 1904 рік). На той час він мав шалену популярність і як письменник, і як драматург. Вистава про трагічне кохання «Франческа да Ріміні» за драмою Д'Аннунціо справила сильне враження на молоду Віру Холодну, майбутню зірку німого кіно.
З роками письменник переходить у політику. У 1915—1918 він брав участь у Першій світовій війні (в авіації, пізніше в піхоті). Після закінчення війни — один із лідерів італійського націоналістичного руху, пов'язаного з народженням фашизму. З 1919 року підтримував Беніто Муссоліні.
Серед найрішучіших політичних вчинків — провід у військовому захопленні югославського міста Рієка (італійці називали його Фіуме). Д'Аннунціо оголосив себе військовим керманичем і був фактично диктатором загарбаної «республіки Фіуме» з 12 вересня 1919 до грудня 1920 року.
Габріеле д'Аннунціо був серед прихильників італійських фашистів, виправдовував їхні колоніальні наміри й загарбання в Абісинії (тепер Ефіопія). Він отримав від лідерів італійського фашизму титул князя (у 1924) і посаду голови Королівської академії наук Італії (у 1937).
Д'Аннунціо помер у 1938 від ускладнень інсульту у власній садибі Віттореале на озері Гарда (Ломбардія). Політичний режим Муссоліні влаштував йому величне поховання.

## Д'Аннунціо та маркіза Луїза Касаті

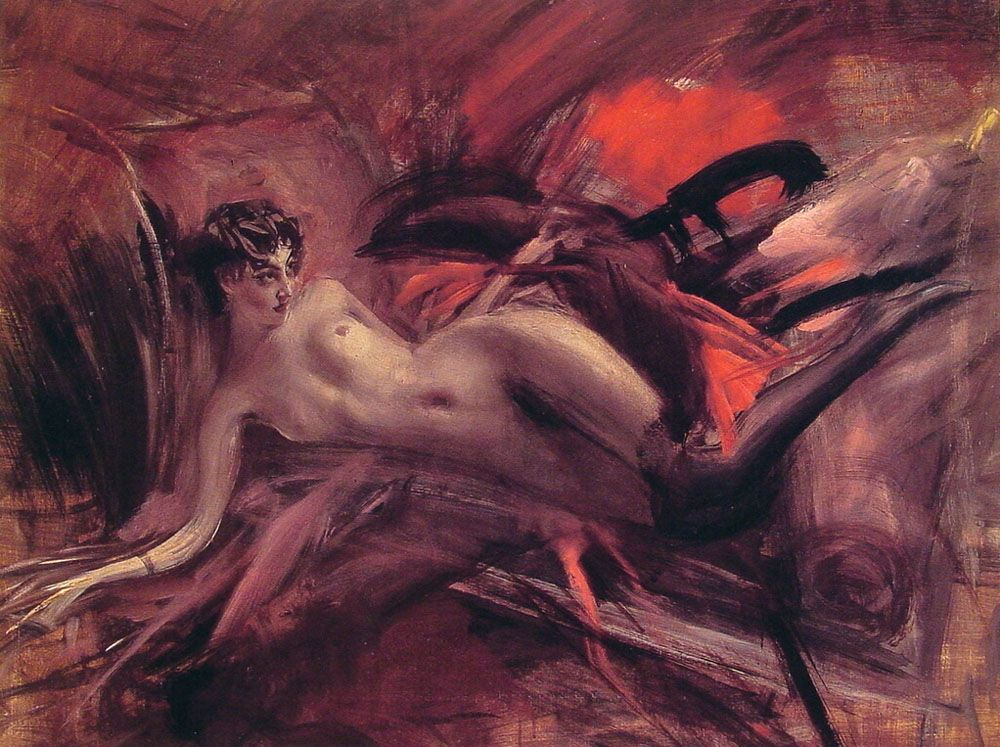
Худ. Джованні Болдіні. Оголена натура (модель — Луїза Касаті)

Габрієле д'Аннунціо роками мав близькі стосунки з маркізою Касаті, відомою особою й іконою доби декадансу. Багата й ексцентрична в поведінці, Луїза Касаті дивувала багатими вечірками, чудернацькими сукнями й учинками, носила живих змій замість коштовностей. Маркіза була першою у світі католичкою, що отримала від Ватикану дозвіл на розірвання офіційного шлюбу з чоловіком, з яким давно не жила. Вона була меценаткою та моделлю багатьох художників, серед яких Кес ван Донген, Жан Кокто, Джакомо Балла, Ігнасіо Сулоага, Павло Трубецький, Джованні Болдіні тощо.

## Твори

### Поетичні збірки
- Primo vere («Весна», 1879),
- Canto novo («Нова пісня», 1882),
- Poema paradisiaco (1893),
- Laudi del cielo, del mare, della terra e degli eroi (1903—1912):
  - Maia (Canto Amebeo della Guerra),
  - Elettra,
  - Alcyone,
  - Merope,
  - Asterope (La Canzone del Quarnaro).
- Ode alla nazione serba (1914)

### Романи
- Трилогія «Романи Троянди»:
  - Il piacere («Насолода» , 1889),
  - Giovanni Episcopo («Джованні Епіскопо», 1891; екранізація 1947),
  - L'innocente («Невинний», 1892; екранізація]] Л. Вісконті — 1976).
- Il trionfo della morte («Тріумф смерті», 1894) — фантастичний роман.
- Le vergini delle rocce («Діви скель», 1895).
- Il fuoco («Полум'я», 1900).
- Forse che sì forse che no («Можливо, так, можливо, ні», 1910).
- La Leda senza cigno («Леда без лебедя», 1912).

### Драми
- La città morta («Мертве місто», 1899),
- La Gioconda («Джоконда», 1899),
- Francesca da Rimini («Франческа да Ріміні», 1902),
- L'Etiopia in fiamme (Ефіопія у полум'ї 1904),
- La figlia di Jorio («Дочка Йоріо», 1904),
- La fiaccola sotto il moggio («Смолоскип», 1905),
- La nave («Корабель», 1908),
- Fedra («Федра», 1909).

### Автобіографічні твори
- Notturno,
- Le faville del maglio,
- Le cento e cento e cento e cento pagine del Libro Segreto di Gabriele d'Annunzio tentato di morire o Libro Segreto.